# ベザレル・スモトリッチ
ベザレル・ヨエル・スモトリッチ (ヘブライ語: בְּצַלְאֵל יוֹאֵל סְמוֹטְרִיץ׳, 英語: Bezalel Smotrich, 1980年2月27日 - ) は、イスラエルの弁護士、政治家。第6次ネタニヤフ内閣の財務相兼国防省付大臣。宗教シオニスト党の指導者であり、以前は政党連合ヤミナのメンバーとして活動していた。
その政治思想については、イスラエル未承認国であるサウジアラビアの英字新聞『アラブニュース』、イスラエル承認国であるアメリカ合衆国の放送局CNN、イギリスの公共放送局BBC、フランスの通信社であるフランス通信社、イスラエル国内でも『ハアレツ』『イスラエル時報（The Times of Israel）』など、複数のメディアから極右（あるいは、極右を意味する"Far-right""Extreme right"）と見倣されている。

## 来歴

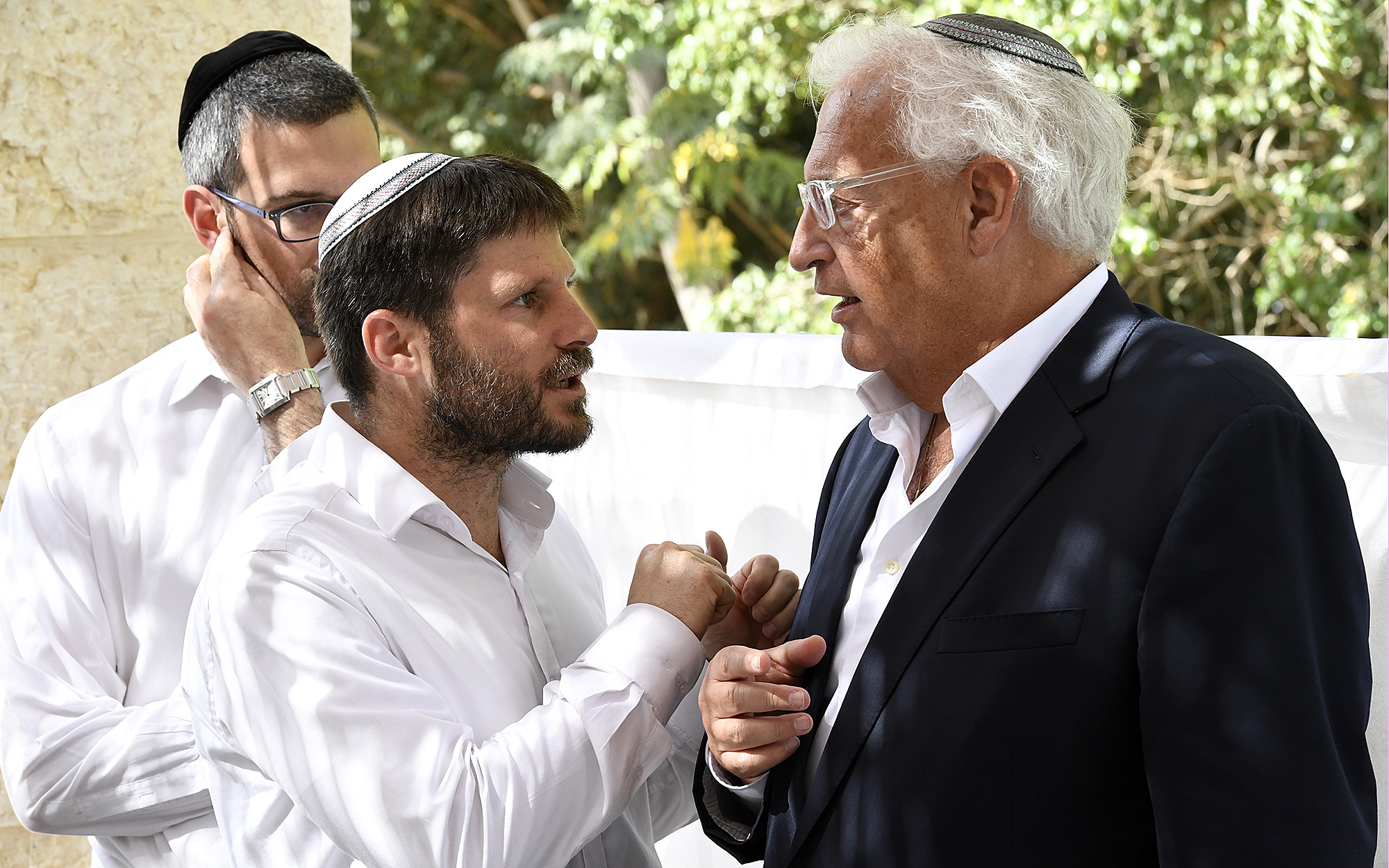
スモトリッチとアメリカ大使のデイビッド・M・フリードマン。大使の2017年10月のスデロットのヘスデル・イェシーバー訪問に際して。

ベゼレル・スモトリッチは、ゴラン高原の宗教的なユダヤ人入植地であるハスピンで生まれ、ヨルダン川西岸地区のベイト・エルで育った。彼の先祖はウクライナの都市型入植地であるスモトリッチにおり、それが彼の名前の由来である。。彼の父親は正統派ユダヤ教の聖職者ラビであり、スモトリッチはメルカツ・ハラヴ・クーク、ヤシュラツ、ケドゥミムのラバ学習校で宗教教育を受けた。イスラエル国防軍での兵役の間には管理スタッフの業務部での任務についていた。彼はオノ学術大学で法学学士を取得して、ヘブライ大学で  公法および国際法の修士号の勉学に入ったが、中退した。彼は弁護士として登録された。スモトリッチは正統派ユダヤ教であり、レヴィタルと結婚して7人の子どもがいる家族はヨルダン川西岸地区のケドゥミム入植地の外に居住しており、自宅は入植総合計画に反した場所に違法に建てられたものである。

## 政治活動
彼は2005年のイスラエルのガザ地区等撤退への抗議中に逮捕され、3週間勾留されたが、起訴はされなかった。2006年に、彼はエルサレムでのプライド・パレードに抗議する「獣のパレード」の組織づくりを支援したが、後にその出来事を後悔していることを認めている。
彼はNGO組織であるレガヴィームの共同設立者であり、NGOの活動内容は、パレスチナ人、ベドウィン、その他のアラブ人がイスラエルおよびヨルダン川西岸地区においてイスラエル当局の許可なしに建築を行うことへのイスラエルの裁判制度を監視し、法的措置を求める事であった。

## 政治経歴
2015年の第20回イスラエル議会総選挙に向けた宣伝活動の中で、彼はトゥクマの名簿の中で党首のウリ・アリエルに次ぐ2番目の位置を勝ち取った。この党はユダヤ人の家と連立して選挙戦を行い、スモトリッチは合同名簿の8番目の位置になった。彼は連立政党が8議席を獲得したため、クネセトのメンバーに当選した。2018年には、彼は国家統一党(国民連合)の指導者に立候補し、ウリ・アリエルに挑戦すると発表した。2019年1月14日に、彼はウリ・アリエルに地滑り的勝利をおさめた。
スモトリッチは大臣、クネセトメンバー、裁判官、上級軍人および警官に対し、6年ごとに資産の公開を求める立法化に着手し、クネセトで承認された。
彼はイスラエルの立法府において、パレスチナ人自治区の併合およびイスラエルボイコット運動の提唱をイスラエル国内で禁じる法制定において鍵となる役割を果たしていると言われている（国際法上、イスラエルによるパレスチナの占領も併合も認められていない。詳細は国連安保理決議242を参照）。
スモトリッチは、立法府または裁判所では決定できない法的事項の取り扱いに際し、聖書のモーセ5書などのユダヤ教の伝統を考慮すべきだという法改正の共同提案者である。他の提案者としては、リクードのミキ・ゾハール、シャスのヨアヴ・ベン-ヅゥル、ユダヤ人の家からニッサン・スロミアンスキがいる 。
2019年4月の第21回クネセト選挙で政党連合URWPの一部として当選した。2019年6月には、スモトリッチは「ユダヤ法を再建する」ために法務大臣の座を要求した。ベンヤミン・ネタニヤフ首相はこの発言から距離を置き、ゲイであることを公表しているクネセトメンバーであるアミール・オハナを法務大臣に任命した。チャンネル13によれば、スモトリッチはその後ディアスポラ(離散ユダヤ人)関連大臣の座を要求したが、彼が離散ユダヤ人とイスラエルとの関係を悪化させるのではないかとの懸念から叶えられなかった。暫定政権としての第四次ネタニヤフ政権(第34代政府)で、2019年6月23日に運輸・交通安全大臣になった。
2019年9月の第22回クネセト選挙で政党連合ヤミナの一部として当選した。選挙後の10月10日、選挙前に決められていた通り政党連合ヤミナは解散した。2020年1月、政党連合ヤミナは再結成された。
2020年3月の第23回クネセト選挙で政党連合ヤミナの一部として当選した。COVID-19に対応するために二大政党のリクードと「青と白」は大連立を組むことを決めた。2020年5月にネタニヤフとガンツの政権(第35代政府)が成立した。政党連合ヤミナは野党になることを選んだ。スモトリッチは運輸・交通安全大臣ではなくなった。
次の選挙が決まったあと、2021年1月8日に政党Tkuma(ナショナルユニオンTkuma)は宗教シオニスト党に改名し、ヤミナから離脱した。
2021年3月の第24回クネセト選挙で選挙名簿宗教シオニストの一部としての宗教シオニスト党の党首として当選した。6月13日にベネットとラピドの政権(第36代政府)が成立し、宗教シオニスト党は野党になった。
2022年11月1日の第25回イスラエル議会(クネセト)総選挙では、宗教シオニスト党はノアムとオツマ・イェフディットと政党連合を組み、合同名簿で立候補した。この選挙で、この政党連合は得票数が前回の2倍以上になり14議席を獲得し、クネセトで3番目に多い政党連合になった。この政党連合の比例名簿の上位14人のうち宗教シオニスト党は7人、オツマ・イェフディットは6人、ノアムは1人だった。11月20日に宗教シオニスト党、ノアム、オツマ・イェフディットの連合は解消された。12月29日に成立した第6次ネタニヤフ内閣（第37代内閣）で、この3党は連立政権の一部になった。スモトリッチは財務相兼国防省付大臣として再び入閣した。宗教シオニスト党として、ネタニヤフ率いる政党リクードと「ユダヤ・サマリア地区への主権適用（＝併合）する政策の策定と推進を主導する」との曖昧な政策合意を交わして連立政権となった。国防省付大臣として、ヨルダン川西岸地区のC地区の民政業務の権限を与えられている。
2024年5月29日、イスラエル国防軍はヨルダン川西岸地区に命令2195号を布告した（イスラエル国防軍軍律も参照）。占領地の民政を管轄するイスラエル民政局は、従来は事実上軍の管轄下にあったが、新設の副局長に権限の大半を移譲する内容である。スモトリッチはこれに先立ち、4月18日にヒレル・ロスが副局長に「選出」されたと表明していた。ロスは宗教シオニスト党と関係の深いシオニスト青年組織「ブネイ・アキバ」出身で、スモトリッチの盟友であるという。
スモトリッチは6月9日、入植者団体などとの非公式会合で、民政局副局長設置の狙いなどを説明した。公式に併合を宣言しないまま、実質的な併合とパレスチナ国家樹立の阻止、入植地・（イスラエル国内法でも違法な）前哨地への投資、そしてIDFの権限を副局長を通してイスラエル民間団体へ移譲しつつ、「ユダヤ・サマリア地区」は「係争地」であるとのイスラエル政府見解を踏まえ、「一時的な占領」に見せるため表向きは軍政を続けるなどの見解を示した。
11月11日、宗教シオニスト党の会合で、2024年アメリカ大統領選挙のドナルド・トランプ当選を歓迎し、「ユダヤ・サマリア地区の入植地に主権を適用（＝併合）する時が来た」と表明した。また、国防省および民政局に対し、主権適用に必要なインフラの準備を指示した。さらに、X(旧Twitter)に「2025 - ユダヤ・サマリアの主権の年」と投稿した。
2025年3月31日、財務大臣から一時的に辞任することを表明した。広報担当者は、1月に連立政権から離脱したユダヤの力が政権に復帰したことに伴い、同党のイタマル・ベン-グヴィル党首がより多くの閣僚ポストを要求したことへの抗議としている。1月まではベングヴィルの政党はクネセトの議員を大臣の仕事に専念させるためのノルウェー法と呼ばれる制度を使ってen:Amihai Eliyahuのクネセトの議席を比例名簿の次点候補に譲っていたが、1月に停戦に合意したネタニヤフに抗議して大臣を辞任したので、クネセトの議席を取り戻していた。これにより、それまでその議席を持っていたスモトリッチの政党のen:Zvi Sukkotが押し出されて失職し、スモトリッチの政党とベングヴィルの政党のクネセトの議席の比率が7対6だったものが6対7になっていた。そして3月にガザでの戦争が再開されたあと、ベングヴィルの政党はネタニヤフ内閣に復帰し再入閣したが、それでもクネセトの議席をスモトリッチの政党に譲らなかった。スモトリッチは、これらがベングヴィルとの合意に明確に違反していると主張した。ネタニヤフは、まだ入閣していなかったベングヴィルの政党のクネセト議員のen:Almog_Cohen_(politician)を副大臣に任命してノルウェー法を使って議席をスモトリッチの政党に譲ることを提案し、Almog Cohenがこれを受け入れたので、スモトリッチの一時的な大臣の辞任は回避された。近年のAlmog Cohenはベングヴィルと対立することが多かった。これでスモトリッチの政党は大臣3、副大臣1、クネセトの議席7になり、ベングヴィルの政党は大臣3、副大臣1、クネセトの議席6になった。

## 発言・批判
- 彼が2022年2月にイギリスを訪問した際、イギリス系ユダヤ人代理委員会（英語版）は、彼に「来たところに帰れ」というメッセージをツイートした[58]。
- 2015年7月には、スモトリッチはクネセトの内部委員会で、イスラエルの不動産開発業者はアラブ人に住宅を販売するべきではない、と宣言して議論を巻き起こした。この委員会は「ガリル住宅」がイスラエル北部の町、マアロト（英語版）で、アラブ人たちに住宅を販売することを拒否したことへの非難が起こったことを受けて開催されたものであった。スモトリッチは住宅業者を弁護してこう発言した。「誰でもユダヤ人を守りたいと思い、混血に反対する者は人種差別主義者ではない。誰でもユダヤ人に非ユダヤ人のいないユダヤ的な生活を送らせてやりたいと思うものは人種差別主義者ではない。」彼はさらに付け加えてユダヤ人はイスラエル内部で権利を奪われているとし、こう発言した。「ユダヤ人はネゲヴで自由に土地を入手することが出来ないのだ。」これはベドウィンのことを念頭においての発言だった。「私は神の働きを信じる。私はユダヤ人が生活を営み、アラブ人に家を売ることがない方が好ましいと思う。」[59]。
- 2021年10月には、彼はアラブ人議員に向かってこう発言した「あなた方アラブ系市民は、手違いでここにいるのであって、それはベン-グリオンが自分の仕事を完成させず、あなた方アラブ系市民を1948年の第一次中東戦争の際に追い出さなかったせいだ。」[60]。
- スモトリッチは同性婚に反対しており、「伝統的な家族を推進」したいと述べた[61]。2006年には、スモトリッチはエルサレムで行われたゲイ・パレードに反対するために、「獣のパレード」組織の立ち上げに参画した[61]。2015年には、彼は同性愛の人たちを異常だと呼び、こう述べた。「家の中では誰でも異常になることができる。そして、人々は自らが望む家族の形態を作ることができる。しかし、彼らは私に国家としての対応を要求することはできない。」同じ議論の中で、彼は聴衆にこう述べた。「私は自分がホモフォビアであることにプライドを持っている」[5]。彼は後に謝罪して発言を撤回してこう述べた「聴衆の誰かが叫んだので、私もうっかり無愛想な反応をしてしまった」[62][63]。2015年7月には、エルサレムでのゲイ・パレードにおける、イシャイ・シュリッセルによる刺殺事件の後で、スモトリッチはパレードのことを「忌わしい」「獣のパレード」と呼んだ[64][65]。その後の数ヶ月間、彼はLGBT団体のことを糾弾し、メディアをコントロールして自分のような保守的な価値観を持つ者を沈黙させようとしている、と発言した[66][64]。イスラエルのNGO団体「オメツ」は、クネセトの倫理委員会にスモトリッチの一連の発言について介入し調査するよう苦情を申し入れた[67]。
- 2016年4月には、スモトリッチは、病院の産科病棟におけるアラブ人とユダヤ人の隔離を支持するというツイートをしてこう述べた「私の妻が産んだ赤ちゃんを、20年後に殺すかも知れない赤ちゃんと、その親の隣にいさせたくない、と思うのは自然なことだ。」[68]。このツイートは複数のイスラエルの政治家から非難を浴び、非難した政治家の中には野党の労働党の党首アイザック・ヘルツォークや、与党の当時スモトリッチが所属していたユダヤ人の家の党首ナフタリ・ベネットもいた[69][70]。
- 2016年7月には、「偽の宗教である改革派ユダヤ教への改宗を認めるつもりはない」と述べた。この発言は、イスラエル最高裁判所の判決に対抗して、改宗の儀式のために正統派ユダヤ教徒ではない人が公衆用のミクワー(水槽)をする事を地方の宗教的権威者が禁止することを許可する法律がクネセトで承認された時に述べられたものだった[71][72]。
- スモトリッチは投石をするパレスチナ人への対処に際しては「殺すために撃つ」方針を採ることを提唱してきた。次にインティファーダが起きて、パレスチナ人の子どもが石を投げたらどうするか？と質問された際には、彼は「子供を撃ち殺すか、刑務者に入れるか、国外追放にするかだ」と答えた[73][25]。
- スモトリッチは「テロリズムとは敵が我々に行う暴力のことであり、(入植者がパレスチナ人に)代償を払わせるための襲撃は、犯罪かもしれないが、テロリズムではない」と発言した。この発言はナーブルス県のドゥマという村でパレスチナ人の家族3名が殺害された放火襲撃でユダヤ人入植者が起訴された事件についてのコメントであり、スモトリッチはさらに、「このような行いに「テロリズム」という汚名を着せることは、人間としての、そして市民としての権利に致命的で正当化できない損害を与えるものだ」と述べた[74]。
- 2018年4月に、スモトリッチはツイートのメッセージで、17歳のパレスチナ人であるアヘド・タミミが職務中の兵士に平手打ちなどをしたため暴行やその扇動で禁錮8ヶ月の判決を受けたこと[75]について、「彼女は弾丸を撃ち込まれるべきだった、少なくとも膝に。」と述べた。ツイッター社は彼のアカウントを12時間停止し、彼のこのツイートは「暴力的」であり、嫌がらせを誘発する可能性がある、と述べた。スモトリッチはツイートを削除することを拒否し、ツイッター社に対して「どうやら言論の自由は政治の一方の側だけが保有しているようだ」と述べた[76][77]。
- 2019年6月に司法相が解任されて空席になったとき、司法相になりたがり「我々が司法相の職を望むのは聖書のモーセ5書(トーラー)の再建を行いたいからだ。」そしてイスラエルが「ダビデ王の時代」のように運営されることを目指すべきだ、と話した[78][28][79][80]。
- 2019年8月には、スモトリッチはこう述べた。「我々(正統派ユダヤ教徒)は皆、トーラーおよびユダヤ法に従ってイスラエル国が運営されることを望んでおり、それができないのはただ単に我々と違う考えの人たちがおり、彼らと一緒にやっていかないといけないからというだけだ[81][82]。」「右翼連合」(ユダヤ人の家とスモトリッチの率いるトゥクマを含む右翼政党の政治的連立)への否定的な反応に対して「メディアによるリンチ」と呼び、スモトリッチは「それを他の人たちに強制できないしするつもりもない」と論じた[82][83]。しかし、スモトリッチはこう述べた。「政府は我々の毎日の自由に影響し、妨害さえする決定を行なった。つまり、何について強制を正当化するかという問題は、単純に大衆の興味に基づいて決められるということだ… 我々も、また要求が正当であることを確信できるなら他人に我々の必要性を強制することができる、ということだ[84]。」
- 2022年11月には、オスロ合意をしたイツハク・ラビン首相を暗殺したイガール・アミルは、オスロ合意に抗議する右翼や宗教シオニストや入植者に後押しされて暗殺したのではなく、シン・ベートのいい加減な工作によって過激化され、殺害を実行するよう後押しされたという陰謀論を支持する発言をした。リクードのクネセトメンバーで、元シン・ベート(イスラエル総保安庁) 長官のアヴィ・ディヒター（英語版）はこの発言を批判して「現実とかけ離れて錯乱している」と述べた[85]。
- 2023年2月下旬、ヨルダン川西岸にあるパレスチナ自治区のフワラ（英語版）にてユダヤ人の入植者2人が車内で銃撃され死亡する事件が発生し、同月26日にはイスラエル人入植者が報復としてフワラの住宅や車を放火する襲撃事件（英語版）に発展。3月1日、スモトリッチがこの事件についてイスラエルが国家としてフワラを消滅させる必要があると発言し、アメリカ合衆国国務省のネッド・プライス報道官が撤回を求めるなど批判を受けた[86]。3月4日、スモトリッチは地元テレビで言葉遣いが間違っていたかもしれないと釈明し、ツイッターでは無実の人々を傷つけるつもりはなかったと弁明した[87]。
- 2023年パレスチナ・イスラエル戦争では、Xでジオラ・アイランド（英語版）退役少将の『イェディオト・アハロノト』紙への寄稿画像を転載し、「すべてその通り」と述べた[88]。アイランドは、「イスラエルはハマースと戦っているのではなく、ガザ地区と戦っている。「貧しい女性」はすべてハマースの親類である。（ハマースのガザ地区指導者）ヤヒヤ・シンワルは非常に邪悪であり、住民が全滅しようと気にしない人物だ。我々がより早く勝利するには、国際社会の警告する疫病蔓延を促進させなければならない。（ハマースによる）拉致被害者が全員返還されない限り、米国が人道に配慮しろ、戦闘員のみを標的にしろなどと要求しても耳を貸してはならない。敵は病院や学校管理者を含むすべての「文民」、そしてハマースの残虐を支持したすべてのガザ住民である」と主張した。